# Amer Al Fadhel
Amer Maatouq Al Fadhel (arabul: عامر معتوق الفضل; Kuvaitváros, 1988. április 21. –) kuvaiti labdarúgó, sz élvonalbeli Al Qadsia középpályása.

## Pályafutása

### A válogatottban
2010 és 2019 között 50 alkalommal játszott a kuvaiti válogatottban. Részt vett a 2006-os Ázsia-játékokon és két Ázsia-kupán.